# Тайна фермы Мессе
«Тайна фермы Мессе́» — художественный фильм-триллер.

## История
Вышел на экраны в 1970 году. Совместное производство Италии, Франции, ФРГ. Оригинальное название фильма (фр. La horse в переводе с английского — лошадь) связано с тем, что на сленге это слово означает героин. Во многих странах, как и в СССР, фильм получал другое название. В Германии фильм назывался «Der Erbarmungslose» — «Беспощадный», в Италии — «Il Clan degli uomini violenti» («Клан жестоких людей»), в Испании — «Justicia sin palabras» («Правосудие без слов») в Чехословакии — «Героин» и т. д.
В основе сюжета лежат реальные события 1950-х годов, описанные в романе Мишеля Ламбеска «Наркотик».
Из игравших в фильме актёров к звёздам кино относился только Жан Габен. Исполнивший роль Анри Марк Порель считался одним из самых перспективных молодых актёров французского кино, но он скончался после тяжелой болезни в 1983 году. На второстепенных ролях в фильме опять появился актёрский «тандем» Доминик Зарди — Анри Атталь в своём традиционном амплуа бандитов.

## Сюжет
Действие происходит во французской провинции в конце 1960-х годов. Огюст Маржоллен — пожилой состоятельный фермер с властным характером, строг со своими домочадцами (две дочери, два зятя, внук и внучка) и искренне предан своему крестьянскому уделу. В глубине души он однако справедлив и добр — так, он приютил бывшего десантника по прозвищу Бьен-Фу, уволенного из армии после поражения Франции в Индокитае и оставшегося без гроша.
Однажды Бьен-Фу обнаруживает спрятанный под полом охотничьего домика во владениях Маржоллена увесистый пакет с героином. Оказывается, родной внук Маржоллена, живущий вместе с ним на ферме, и не знающий, чем заняться в жизни, по глупости связался с наркомафией. Вместо того, чтобы тихо отойти в сторону, Огюст уничтожает находку. Члена банды наркодилеров, приехавшего забрать груз, он убивает и умело заметает следы; внука до поры поселяет в подвале, строжайше запретив высовывать нос наружу.
Наркоторговцы, не получив свой товар, принимаются терроризировать Маржоллена. Они убивают его скот, портят имущество, наконец, насилуют внучку — но он ничего не предпринимает, и даже соглашается отдать бандитам внука и наркотики. Когда же банда в полном составе заявляется ночью на ферму, она попадает в хорошо подготовленную засаду. Огюст со своими зятьями и Бьен-Фу уничтожают всех до одного.
Начинается следствие, в прессе поднимается шумиха, из города приезжает комиссар полиции. Но Маржоллен дал всем обитателям фермы четкие инструкции, и все они твердо стоят на одном: на их земле какие-то гангстеры выясняли отношения между собой, сами они всего лишь случайные жертвы, а что Анри несколько недель жил в подвале — так это он сам уединился, чтобы в одиночестве изучать библию, Декарта и Паскаля. Благодаря твердости и предусмотрительности Маржоллена полиция не может найти против него ни одной серьёзной улики, и судья закрывает дело. Тайна фермы Мессе остается тайной.

## Роли исполняют и дублируют
| Актёр              | Роль                                                                       | Русский дубляж      |
| ------------------ | -------------------------------------------------------------------------- | ------------------- |
| Жан Габен          | Огюст Маржоллен, старик-фермер, глава семейства и владелец фермы Мессе     | Михаил Болдуман     |
| Андре Вебер        | Бьен-Фу, служащий на ферме Мессе, ветеран войны в Индокитае                |                     |
| Мишель Барбе       | Маурис, зять Маржоллена, служащий на ферме Мессе                           | Рудольф Панков      |
| Кристиан Барбье    | Леон, зять Маржоллена, служащий на ферме Мессе                             |                     |
| Элеоноре Хирт      | Матильда, дочь Маржоллена, служит на ферме Мессе                           |                     |
| Даниэль Ажоре      | Луиза, дочь Маржоллена, служит на ферме Мессе                              |                     |
| Марк Порель        | Анри, внук Маржоллена, начинающий бармен на пароходе, живет на ферме Мессе |                     |
| Орлан Пакуин       | Вероник, внучка Маржоллена, живет на ферме Мессе                           |                     |
| Жак Галлан         | Роже, служит на ферме Мессе                                                |                     |
| Жюльен Гийомар     | Комиссар полиции                                                           | Алексей Полевой     |
| Пьер Дюкс          | Следователь                                                                | Владимир Кенигсон   |
| Анри Пуарье        | Полицейский                                                                |                     |
| Рейнхард Кольдехоф | Ганс, наркоторговец                                                        |                     |
| Астрид Франк       | Подруга Ганса                                                              |                     |
| Феликс Мартен      | Марк Грютти, связной в банде                                               |                     |
| Армандо Франчоли   | Фрэнсис Грютти, главарь банды, брат Марка                                  | Александр Белявский |
| Доминик Зарди      | Тони, бандит                                                               |                     |
| Анри Атталь        | Луис, бандит                                                               |                     |
| Боб Сисса          | Марио, бандит                                                              |                     |

## Критика
В СССР фильм подвергался критике за образ главного героя (равно, как и другие фильмы за героев, сыгранных Жаном Габеном), идеализирующий основу буржуазного строя — мелких буржуа.